# Peugeot 1533
Der Peugeot 1533 war ein Nutzfahrzeug, das Peugeot ab 1919 produzierte.
Das Fahrzeug war als Lieferwagen oder in der Ausführung eines Hotelzubringerbusses erhältlich.
Der Vierzylindermotor hatte einen Hubraum von 3817 cm³ mit einer Bohrung von 90 mm und einem Hub von 150 mm.
Der Radstand betrug 3490 mm, die Spurweite vorn 1490 mm, die an der Hinterachse 1400 mm. Die Fahrzeuggesamtlänge betrug 5400 mm.